# Tinka Easton
Tinka Easton (ur. 16 czerwca 1996) – australijska judoczka.
Uczestniczka mistrzostw świata w 2017, 2018, 2019, 2021, 2023 i 2024. Startowała w Pucharze Świata w latach 2014, 2015, 2017-2019 i 2022-2024. Triumfatorka igrzysk wspólnoty narodów w 2022. Zdobyła cztery medale w kontynentalnych zawodach w strefie Oceanii, w latach 2017 - 2025. Mistrzyni Australii w 2017, 2018, 2019 i 2022 roku.